# José Benjamín Ábalos
José Benjamín Ábalos (Santiago del Estero, 1 de noviembre de 1880 - Rosario, 6 de agosto de 1966) fue un médico y político argentino que ejerció como ministro de Obras Públicas de su país durante la segunda presidencia de Hipólito Yrigoyen.

## Biografía
Muy joven se radicó en Rosario, donde ejerció la medicina, publicó numerosos trabajos sobre cirugía, y participó en la política de la Unión Cívica Radical. Durante la Primera Guerra Mundial se trasladó a Europa, donde se perfeccionó en la medicina y trabajó en hospitales de sangre cerca del frente de combate.
En 1912 fue elegido diputado nacional por la provincia de Santa Fe, pero renunció a su mandato al año siguiente. Posteriormente fue decano de la Facultad de Medicina y luego rector de la Universidad Nacional del Litoral.
En 1928 el presidente Hipólito Yrigoyen lo nombró ministro de Obras Públicas.

## Golpe de Estado de 1930
Para 1930 había una crisis interna en el gabinete respecto a la conspiración que buscaba el fin del gobierno de Yrigoyen. Algunos ministros estaban a favor de tomar acciones para desbaratarla, mientras que otros no. El día del golpe de Estado encontró al ministro Ábalos en la Casa Rosada, siendo uno de los que estaban dispuestos a defender al gobierno ante los rebeldes. Pero en otra posición estaban el vicepresidente Enrique Martínez y el ministro del Interior Elpidio González, que para Ábalos no quisieron tomar las medidas necesarias para contener a los rebeldes, a pesar de las precisas instrucciones del enfermo Yrigoyen, que por intermedio de su doctor Osvaldo Meabe hizo llegar a la sede del gobierno, ordenando organizar la defensa y que el partido ocupara la calle. Tras el triunfo del golpe sin resistencia, Ábalos fue despojado no solamente de su cargo ministerial, sino también de sus cargos docentes en la Universidad. Se exilió en Uruguay hasta marzo de 1932.
A su regreso al país fue consultado por periodistas acerca de los hechos ocurridos el 6 de septiembre de 1930, y reveló algunos episodios de aquella fecha. El exvicepresidente Martínez se sintió aludido por los comentarios, y tomó acciones. Al no ser considerado un pedido suyo ante el Comité Nacional de la Unión Cívica Radical, Martínez publicó un documento en el diario La Nación en el que se deslindaba de responsabilidad en los hechos ocurridos: «La verdad, la austera verdad que refirmará la historia, dirá siempre que la revolución fue hecha contra un gobierno que no ejercí y que fue vencedora porque fallaron los medios para impedirla». Ábalos replicó a Martínez desde el diario Tribuna Libre describiendo las actitudes medrosas del vicepresidente. El teniente coronel Gregorio Pomar, el secretario del Concejo Deliberante de la Municipalidad de la Ciudad de Buenos Aires Atilio Larco y el general Severo Toranzo también refutaron a Martínez en ese entonces. Martínez publicó nuevamente en La Razón, pero esta vez con términos injuriosos hacia Ábalos, que le exigió una retractación o enfrentarse en un duelo. El 28 de marzo de 1932 se enfrentaron, y a pocos segundos de empezar Martínez recibió una estocada de pómulo a pómulo, herida que le obstaculizó la visión. Debido a esto, los padrinos y otros presentes decidieron suspender el enfrentamiento.

## Últimos años
En 1946 fue candidato a gobernador por el radicalismo de la provincia de Santiago del Estero, siendo derrotado por el candidato del peronismo. Falleció en Rosario en agosto de 1966, sus restos se encuentran en el cementerio El Salvador de la ciudad de Rosario. 